# Pierre Hamel
Pour les articles homonymes, voir Hamel.
Pierre Hamel (né à Cherbourg le 24 avril 1950) est un pharmacien, herboriste, poète et écrivain polygraphe français.

## Biographie

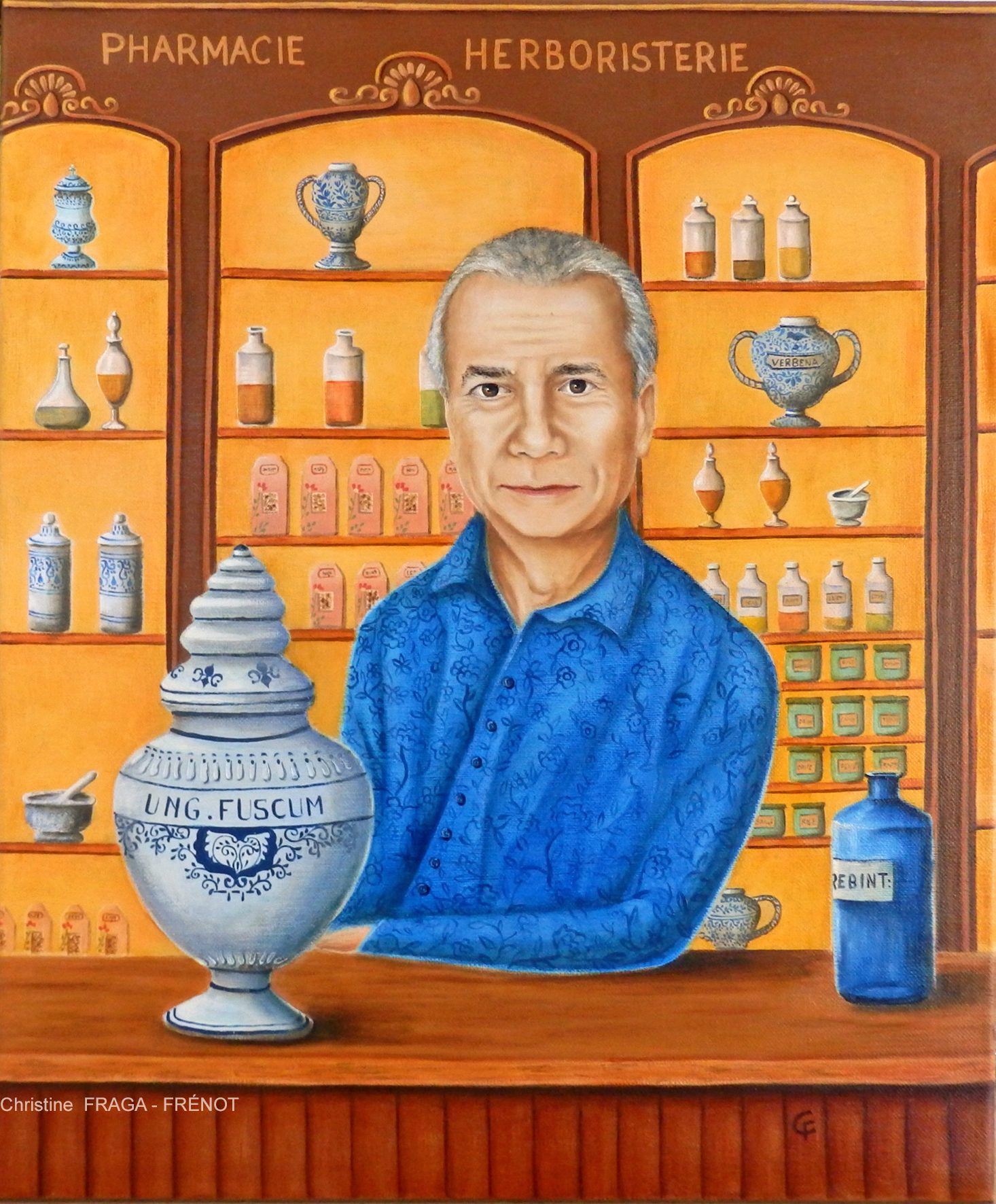
Pierre Hamel, pharmacien herboriste à Conflans-Sainte-Honorine, par Christine Fraga-Frénot

Saluée notamment par Charles Le Quintrec, Jean Mabire, Emmanuel Poulle et Pierre Béarn, l’œuvre de Pierre Hamel, diversifiée, est centrée sur la poésie. « Écrivain pas comme les autres » pour Pierre Béarn, Pierre Hamel aime manipuler la langue, jouer avec les images, inventer des tournures. Anne Fellmann dresse son portrait en quelques mots : « Humour un rien décalé, sens aigu de l'observation, attachement à ses racines, sensibilité à la langue, passion des belles-lettres. »

## Parcours universitaire et professionnel
Pierre Hamel obtient le diplôme de pharmacien et le certificat d'aptitude à l'administration des entreprises, CAAE, à Caen en juin 1973. Il poursuit ses études à Paris XI où il est reçu major de promotion en 1974 au certificat d'études supérieures d'analyse appliquée au contrôle physico-chimique des médicaments. Puis il effectue son service militaire en tant que pharmacien-aspirant, incorporé le 1er février 1975 à l'Hôpital d'instruction des armées du Val-de-Grâce au Laboratoire de biochimie. Après avoir assuré pendant quelques mois l'emploi d'assistant de chimie analytique à  l'Université de Paris XI, il travaille comme salarié dans différentes pharmacies d'officines. Parallèlement à ces différentes activités, il poursuit ses études. Il obtient en 1977, à l'Université Panthéon-Sorbonne où il est l'élève de Vladimir Jankélévitch, une licence ès lettres, section philosophie, puis il soutient avec succès en 1979 une thèse d'université à Paris V, Le Remède et l'apparence. Il obtient également le certificat de capacité en orthopédie (petit appareillage) en 1980.
Pierre Hamel a été titulaire de pharmacie tout en exerçant l'herboristerie, à Granville, de 1980 à 1987, puis à Conflans-Sainte-Honorine, de 1989 jusqu'en 2018, année à partir de laquelle il a pris sa retraite. Il est diplômé de l'Institut d'enseignement de phytothérapie et de médecine globale de Paris en 1989.

## Œuvres
- Le Remède et l'apparence, essai philosophique, Éditions d'Aujourd'hui, 1981.
- Vivre cool[8],[9], Vie pratique, Hermé, 1989.
- Une larme pour vivre[10],[11], poèmes, Dominique Bedou, 1989.
- Un brouillard cendré[12], poèmes, La Bartavelle Éditeur, 1993.
- Je réussis dans mon commerce[13],[14], vie pratique, Les Éditions d'Organisation, 1997.
- Une musique blonde[15],[16],[17],[18], poèmes illustrés de treize huiles sur toiles de Yockis, La Bartavelle, 1998.
- Un manuscrit par la poste[19],[20],[21],[22],[23],[24], lettres, GabriAndre, 1998.
- Au souffle du nordet[25],[26],[27],[28], poésies françaises avec variations en normand de René Saint-Clair, Praêchi du Rhaôs-Cotentin, Gerbert, 2000.
- Sans moufter[29],[30],[31],[32],[33],[34],[35],[36],[37],[38], roman, préface de Charles Le Quintrec, illustration de couverture : Yockis, Isoète, 2002.
- Des galets blanc-gris[39], poèmes, Scripta, 2003.
- Faôt s'ardréchi ! René Saint-Clair, le dernier trouvère en langue normande ?[40],[41],[42],[43],[44],[45], étude régionaliste, Cheminements, 2004.
- Flash k.-o.[46],[47],[48],[49],[50],[51],[52],[53],[54],[55], poèmes, préface de Charles Le Quintrec, le dormeur du val, 2006.
- Les Carnets d'un apothicaire[56],[57],[58],[59],[60],[61], dictionnaire, préface de Charles Le Quintrec, Publibook, 2008, réédité chez Dualpha en 2017.
- Promenades poétiques dans l’œuvre de Pierre Benoit[62],[63],[64],[65],[66], critique littéraire, le dormeur du val, 2009.
- Un écrivain Hors commerce[67],[68],[69],[70],[71], autobiographie, illustration de couverture : Yockis, le dormeur du val, 2012.
- Mosaïque d'un poulet sans tête[72],[73], poèmes, La Compagnie Littéraire, 2015.
- Biédal, florilège de poèmes, Le Vert-Galant éditeur, 2015.
- Les Blouses Blanches sur le pavé[74],[75],[76],[77], Les Carnets d'un apothicaire II, Dualpha, 2017.
- Les pierres du musoir[78],[79], poèmes, Éditions Thierry Sajat, 2021.
- Le baladin des astres morts[80],[81],[82], poèmes, Éditions Thierry Sajat, 2022.
- Travailleurs indépendants : réussissez la vente de votre activité pour une retraite gagnante, vie pratique, Maxima, 2023.
- Passe-moi le cyanure ! poèmes, Éditions Thierry Sajat, 2023.

Ouvrage connexe
- René Saint-Clair : Mots-d'écrits à un Nouormaind[83], lettres en langue normande adressées à Pierre Hamel avec traductions en français, Le Vert-Galant, 2011.

### Publications en revues
Pierre Hamel a été publié dans de nombreuses revues, notamment L'Agora, L'Albatros, Feuillets artistiques et littéraires, Gros Textes, Rétro Viseur, L'Étrave, Bulletin du Groupement des Écrivains Médecins, Les Cahiers du détour, La Cigogne (Belgique), Poésie et Propos entre amis, L'aéro-page, passage d'encres, Polaire (Éditions GabriAndre), Inédit Nouveau (Belgique), Les Lettres Normandes, Traversées (Belgique), Comme en poésie, Les Hésitations d'une mouche, Bleu d'encre, Portique, L'Estracelle (Bulletin d'information de la Maison de la Poésie du Nord-Pas-de-Calais), Les Cahiers du Ru (Italie), Les Nouveaux Cahiers de l'Adour, Les Cahiers des Amis de Pierre Benoit, La Lettre des Poètes en Berry, Art et Poésie, L'Ouvre Boîte à Poèmes, Le Journal à Sajat, Ginyu.

## Distinctions
- Premier prix de thèse[85] (1980) de l'Université René Descartes de Paris pour Le remède et l'apparence.
- Prix Maïse Ploquin-Caunan et Docteur Jacques Perdrizet (1989) de la Société des Gens de Lettres pour Une larme pour vivre.
- Prix Gaston Bourgeois[86] (1994) de la Société des Poètes Français pour Un brouillard cendré.
- Grand prix Pierre Corneille[87] (1999) de la Société des Écrivains Normands pour Une musique blonde.
- Prix Edmond Haraucourt[88] (2000) de la Société des Poètes Français pour Au souffle du nordet, poésies françaises avec variations en normand de René Saint-Clair, Praêchi du Rhaôs-Cotentin.
- Prix du Récit[89] (2001) de l'Académie des Sciences, Belles-Lettres et Arts de Lyon pour sans moufter.
- Prix Claude Syl[90] (2004) de l'Académie de Marseille pour Des galets blanc-gris.
- L'Académie des Sciences, Belles-Lettres et Arts de Rouen a distingué[91] (2005) Faôt s'ardréchi ! René Saint-Clair, le dernier trouvère en langue normande ?
- Prix (2008) Défense de la langue française - Toulouse pour Les Carnets d'un apothicaire.
- Prix Pierre-Benoit[92] (2010) de l'Académie française pour Promenades poétiques dans l’œuvre de Pierre Benoit.
- Prix d'Académie[93] (2013) de l'Académie des Jeux floraux de Toulouse pour Un écrivain Hors commerce.
- Médaille de Vermeil (2015) de l'Académie des Sciences, Lettres et Arts d'Arras pour Mosaïque d'un poulet sans tête.
- Médaille d'Or (2017) de l'Académie des Sciences, Lettres et Arts d'Arras pour Biédal.
- Prix Wilfrid Lucas (2021) et Luc Vuagnat[94] (2021) de la Société des Poètes et Artistes de France pour Les pierres du musoir.
- Prix Wilfrid Lucas (2022) et Henry Meillant[95] (2022) de la Société des Poètes et Artistes de France pour Le baladin des astres morts.

## Hommage
Le compositeur, chanteur et guitariste Pierre Litoust, a mis en chansons et interprété sur scène quelques poèmes de Pierre Hamel.

## Entretiens radiophoniques
Écrivain solitaire et discret,, on l'a pourtant entendu notamment sur Radio-Courtoisie le 31 juillet 1998 invité par Brigitte Level et dans l'émission Synthèse du 28 décembre 2017 sur Radio Libertés, invité par Philippe Randa et Roland Hélie.